# Церковь Александра Невского (Тампере)
Церковь Святого Александра Невского и святителя Николая (фин. Pyhän Aleksanteri Nevalaisen ja Pyhän Nikolaoksen kirkko) — православный храм в центре города Тампере в Финляндии. Принадлежит Оулуской митрополии Финляндской архиепископии Константинопольского патриархата.

## История
Церковь построена в период с 1896 по 1899 год по проекту инженера Т. У. Языкова в стиле русских храмов XVII века. Участок земли был пожертвован городскими властями, местные промышленные предприятия пожертвовали строительные материалы, а деньги на строительство были получены от российского правительства и от Святейшего синода.
Центральный престол был освящён в честь святого Александра Невского, а в цокольной части находится церковь в честь Николая Мирликийского.
Церковь семикупольная (центральный купол высотой 17 метров). Над главным входом находится колокольня с 9 колоколами, один из которых является вторым по величине в Финляндии (вес колокола 4973 кг.).
Церковь серьёзно пострадала во время боев в 1918 году и позднее была капитально реставрирована.

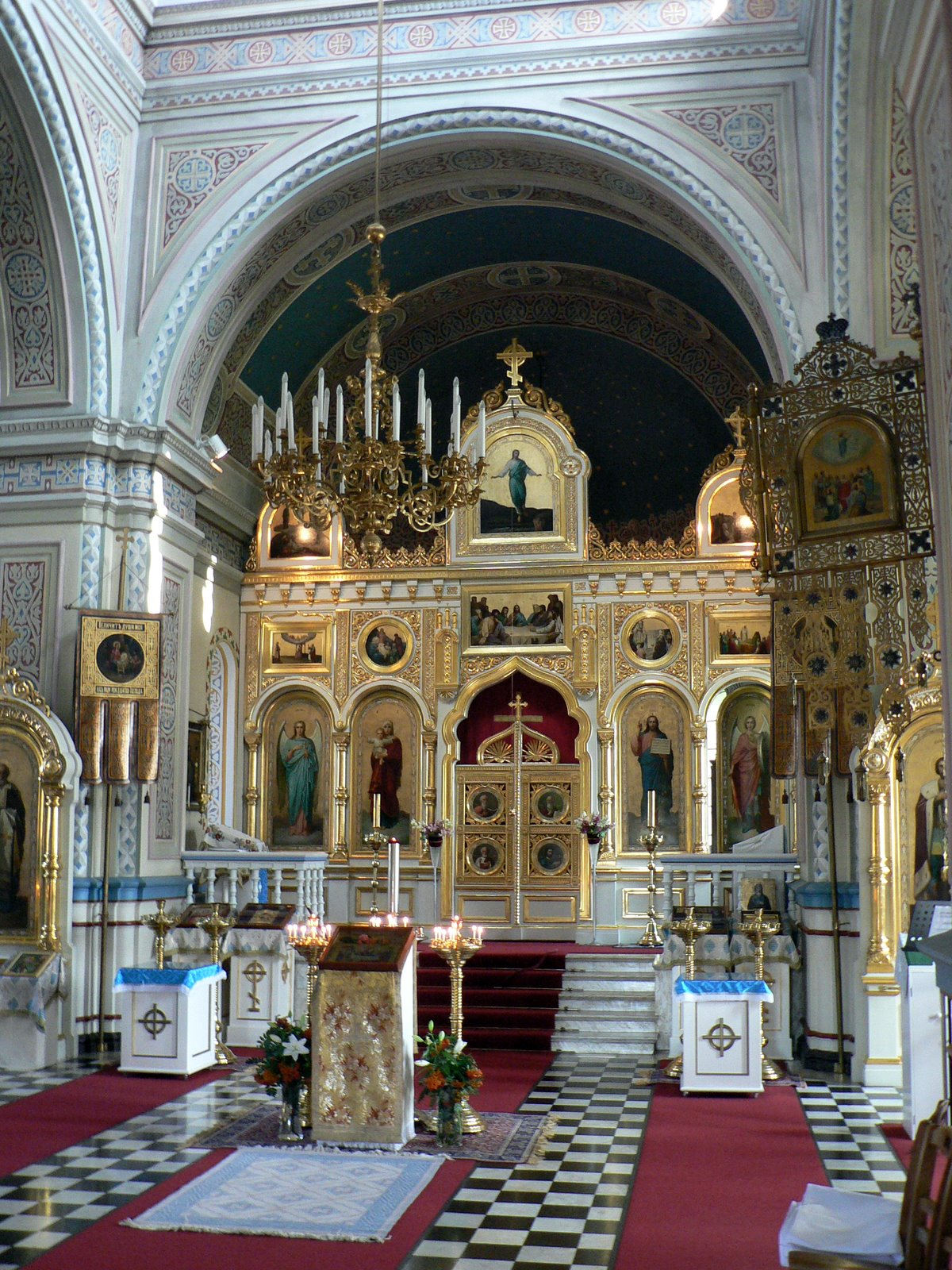
Интерьер
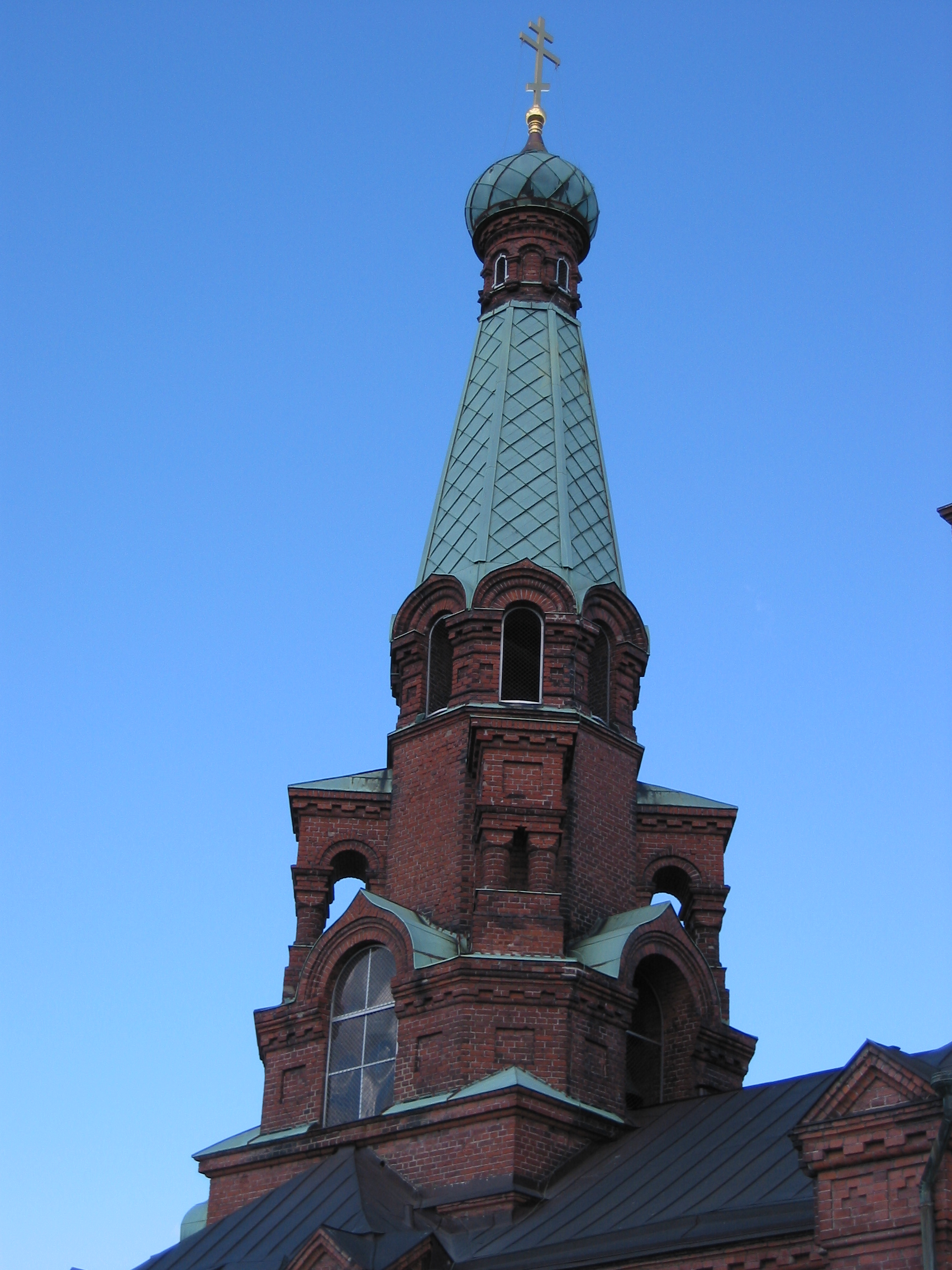
Колокольня
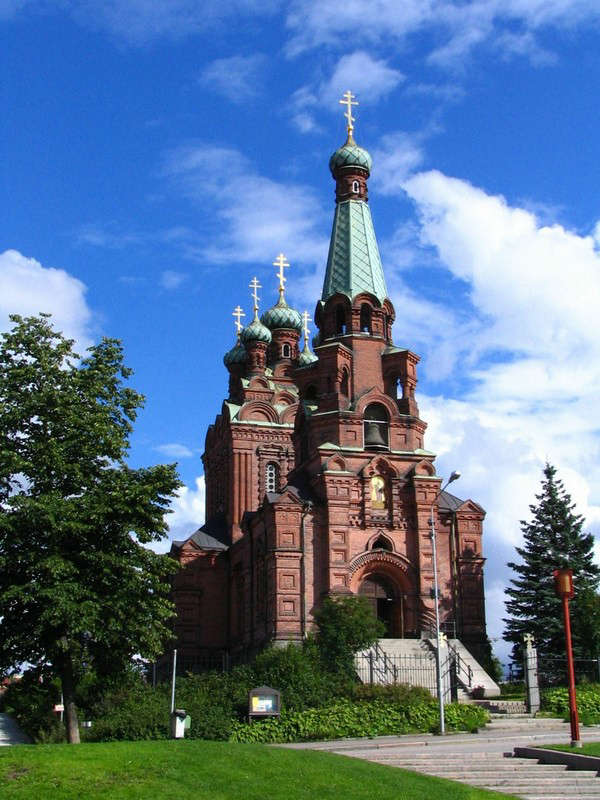
Вид с площади
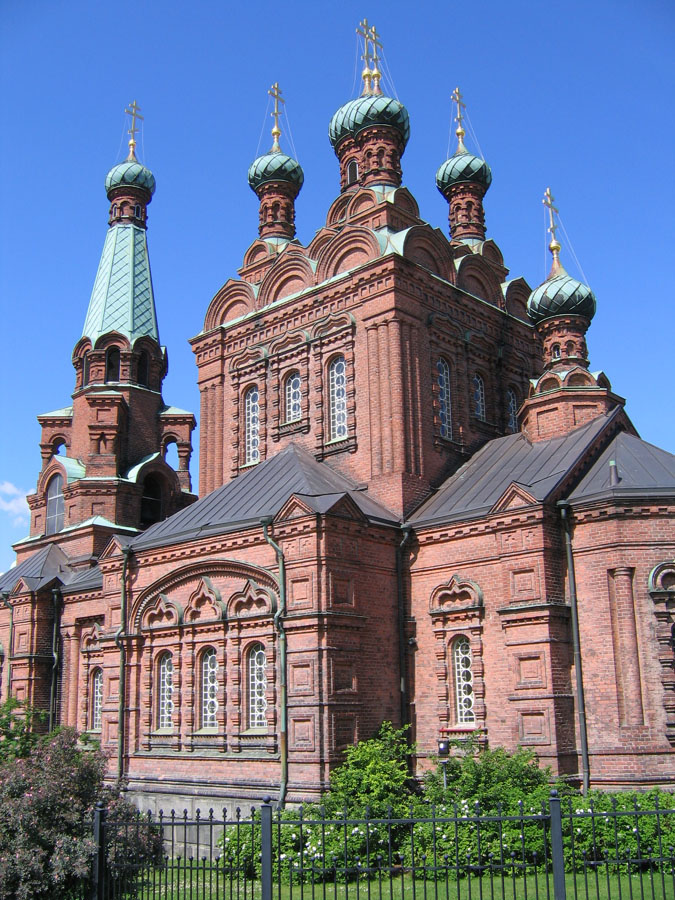
Вид с алтаря